# 李尚 (正統進士)
李尚（1423年—？），字尚文，浙江寧波府慈谿縣人，民籍。明朝政治人物。進士出身。

## 生平
浙江鄉試第十五名。正統十三年（1448年）戊辰科會試第十二名，殿試登進士第三甲第三十二名。正統十四年（1449年），擢南京工部主事。

## 家族
曾祖父李惟益。祖父李伯顏。父亲李棠，前沐陽縣教諭。